# Paper Route
I Paper Route sono un gruppo musicale statunitense indie/alternative rock formatosi nel 2004 a Nashville.

## Storia del gruppo
La band viene fondata da Chad Howat e dall'amico J. T. Daly nell'estate del 2004. Qualche mese dopo si aggiunse ai due Andy Smith. Il trio pubblicò il suo primo EP, omonimo, nel 2006. Successivamente si unisce alla band anche il batterista Gavin McDonald. Nel 2008 e nel 2009 la band si esibisce come gruppo di spalla dei Paramore nel loro The Final Riot! Tour e in parte nel Brand New Eyes World Tour.
Nel 2009 incidono il loro primo album in studio, Absence, pubblicato il 28 novembre sotto l'etichetta Universal, che ottiene un discreto successo nella Top Heatseekers statunitense.
Esattamente un anno dopo, Smith lascia la band.
L'11 settembre 2012 i Paper Route hanno pubblicato il loro secondo album in studio, The Peace of Wild Things.

## Formazione

### Formazione attuale
- J.T. Daly – voce, tastiera, percussioni (2004-presente)
- Chad Howat – basso, piano, programmazione, voce secondaria (2004-presente)
- Gavin McDonald – batteria (2006-presente)

### Ex componenti
- Andy Smith – voce, chitarra, armonica, theremin (2004–2010)

## Discografia

### Album in studio
- 2009 – Absence
- 2012 – The Peace of Wild Things
- 2016 – Real Emotion

### EP
- 2006 – Paper Route
- 2006 – A Thrill of Hope
- 2008 – Are We All Forgotten
- 2009 – Thank God the Year is Finally Over
- 2010 – Additions (Remixes)